# Walter Weyns
Walter Weyns (1958) is socioloog en hoogleraar aan de Universiteit Antwerpen.

## Studie
Weyns studeerde politieke en sociale wetenschappen. Hij doctoreerde met een proefschrift over de sociologie van Jürgen Habermas. Weyns is hoogleraar sociologie en cultuurkritiek aan de universiteit Antwerpen.
Weyns beoefent sociologie op een essayistische manier en schrijft populairwetenschappelijke boeken.